# Уайяґа (річка)
Уайяґа (ісп. Río Huallaga, Guallaga або Río de los Motilones) — річка верхньої Амазонії, головна притока річки Мараньйон. Починається на східних схилах Анд, на північний схід від вузла Паско, розташованого в центрі Перу, та вливається в річку Мараньйон перед злиттям останньої з Укаялі, утворюючи Амазонку.
На більшій частині шляху річка дуже швидка, та протікає через ряд глибоких каньйонів. Річка має 42 пороги та утворює вузький прохід Понґо-де-Аґірре (понґо означає «двері» мовою кечуа). До цього місця, за 220 км від Амазонки, можна добратися на човні, до міста Юрімаґуас можна добратися і на більшому судні. За швидкістю і характером місцевості річку поділяють на Верхню і Нижню Уайяґу, з межею біля міста Хуанхуі, саме тут річка виходить з передгірїв Анд на рівнини Амазонії. Головні притоки річки — Монсон, Майо, Байбо, Абісео і Токаче.

## ГЕС
На річці розташовано ГЕС Chaglla.